# Route Filingué
Route Filingué (auch: Route de Filingué) ist ein Stadtviertel (französisch: quartier) im Arrondissement Niamey IV der Stadt Niamey in Niger.

## Geographie

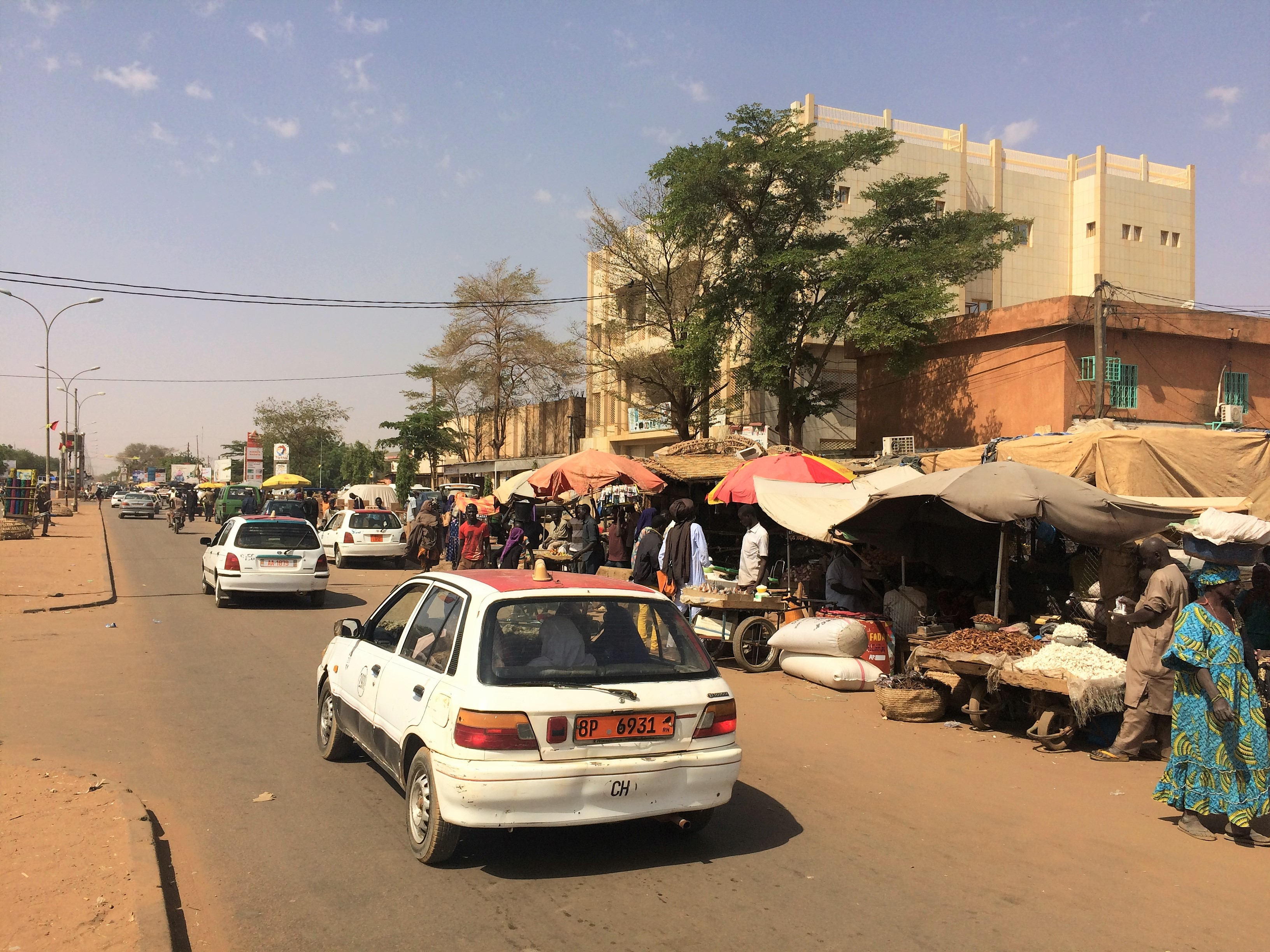
Straßenszene am Boulevard Mali Béro in Route Filingué (2019)

Route Filingué befindet sich im Osten des urbanen Gemeindegebiets und grenzt im Osten an den Grüngürtel von Niamey. Die Nachbarviertel sind Madina, Bandabari und Banifandou II im Nordwesten sowie Poudrière im Südwesten. Das Stadtviertel erstreckt sich über eine Fläche von etwa 206,9 Hektar und liegt in einem Tafelland mit einer überwiegend mehr als 2,5 Meter tiefen Sandschicht, wodurch eine bessere Einsickerung als in anderen Teilen der Stadt möglich ist. Nur in einem Streifen entlang des Grüngürtels ist die Sandschicht weniger als 2,5 Meter tief.
Route Filingué ist nach der durch das Viertel führenden asphaltierten Straße nach Filingué, einer Stadt nordöstlich von Niamey, benannt. Der südliche Abschnitt von Route Filingué wird vom Stadtteil Wadata gebildet, der vor allem für den Markt Marché de Wadata bekannt ist.
Das Standardschema für Straßennamen in Route Filingué ist Rue RF 1, wobei auf das französische Rue für Straße das Kürzel RF für Route Filingué und zuletzt eine Nummer folgt. Dies geht auf ein Projekt zur Straßenbenennung in Niamey aus dem Jahr 2002 zurück, bei dem die Stadt in 44 Zonen mit jeweils eigenen Buchstabenkürzeln eingeteilt wurde. Diese Zonen decken sich nicht zwangsläufig mit den administrativen Grenzen der namensgebenden Stadtteile. So wird das Schema Rue RF 1 auch in Teilen des Nachbarviertels Poudrière angewendet.

## Geschichte
Das Stadtviertel Route Filingué entstand während des Uran-Booms von 1977 bis 1980. Aus Niamey stammende Angestellte der Bergwerke im Norden des Landes kauften hier Grundstücke. Im Dürrejahr 1984 ließen sich Fulbe-Flüchtlinge aus dem Arrondissement Kollo in Route Filingué nieder. Sie konnten hier Erzeugnisse aus der Viehzucht wie Milchprodukte und Dung an die Städter verkaufen. Mitte der 1980er Jahre siedelten sich hier ebenso arme Bevölkerungsschichten aus dem Stadtzentrum an. Der Vorsteher des Stadtviertels (chef de quartier) bekam drei Stellvertreter, die nach ethnischen Gesichtspunkten für verschiedene Bevölkerungsteile zuständig waren. Nach 1989 wurde hier auf mehr als 1000 Hektar Land große Wohnbauprojekte realisiert.
Mit der Einteilung von Niamey in fünf Distrikte im Jahr 1979 wurde Route Filingué Teil des 3. Distrikts, der 1989 mit dem 4. Distrikt in der Teilgemeinde Niamey II aufging, die wiederum 1996 in der bisherigen Form aufgelöst wurde. Route Filingué mit dem Marché de Wadata wurde Niamey IV zugeschlagen, damit es auch dort einen bedeutenden Markt gab. So wurde es das einzige Stadtviertel von Niamey IV, das westlich des Grüngürtels von Niamey liegt.

## Bevölkerung
Bei der Volkszählung 2012 hatte Route Filingué 30.741 Einwohner, die in 5059 Haushalten lebten. Bei der Volkszählung 2001 betrug die Einwohnerzahl 35.376 in 5468 Haushalten und bei der Volkszählung 1988 belief sich die Einwohnerzahl auf 21.078 in 3463 Haushalten.

## Kultur und Sehenswürdigkeiten

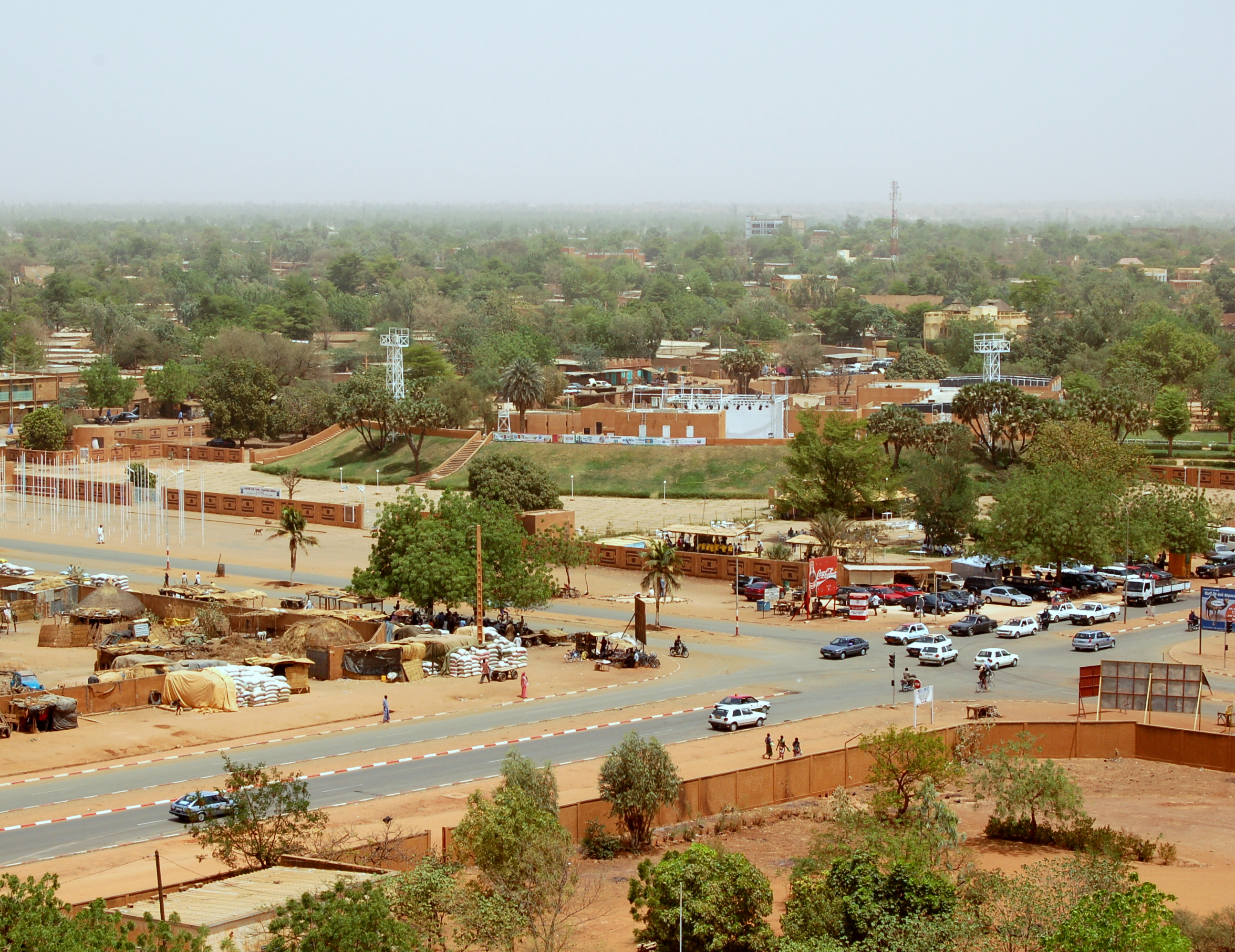
Blick über Route Filingué, in der Bildmitte der Centre Culturel Oumarou Ganda (2006)

Das nach dem Schauspieler und Filmregisseur Oumarou Ganda benannte Kulturzentrum Centre Culturel Oumarou Ganda (CCOG) wurde 1980 gegründet.
Die römisch-katholische Pfarrkirche St. Gabriel im zu Route Flingué gehörenden Gebiet Garbado wurde von 1987 bis 1988 erbaut. Die Pfarre von Garbado ist Teil des Erzbistums Niamey.

## Infrastruktur
Der Marché de Wadata ist ein 1,5 Hektar großer Markt im Süden von Route Filingué. Ihm angeschlossen ist ein etwa gleich großes Zentrum für Kunsthandwerk. Der Markt geht auf das Jahr 1982 zurück. Seine Strahlkraft erstreckt sich über das gesamte Stadtgebiet.
Die Mittelschule Collège d’enseignement général 8 (CEG 8) besteht seit 1980, die Mittelschule Collège d’enseignement général 10 (CEG 10) seit 1981 und die Mittelschule Collège d’enseignement général 21 (CEG 21) seit 1992. Im Stadtviertel gibt es mehrere Gesundheitszentren des Typs Centre de Santé Intégré (CSI).